# Partia e Ashkalinjëve për Integrim

Logo der Partia e Ashkalinjëve për Integrim

Die Partia e Ashkalinjëve për Integrim (auf Deutsch: Partei der Aschkali für Integration) ist eine politische Partei im Kosovo, speziell für die nationale Minderheit der Aschkali. Sie hatte bisher stabile Wahlergebnisse entsprechend der demografischen Größe der Minderheit der Aschkali im Kosovo. Sie ist seit 2017 in der Regierungskoalition.
Die PAI hält seit Jahren einen Sitz im Parlament, so auch bei der vorgezogenen Wahl im Jahre 2017. Allerdings musste ihr Abgeordneter Etem Arifi sein Mandat niederlegen, da er wegen Subventionsbetrug rechtskräftig zu mehr als einem Jahr Haft verurteilt wurde. Das Mandat wurde durch den nachrückenden Fehmi Rexhepi aus Mitrovica übernommen.